# Klopfan
Als Klopfan bezeichnet man ursprünglich die volkstümlichen Gruß- und Heischesprüche, die im Süden Deutschlands, vor allem in Franken, seit dem Mittelalter aufgesagt werden. Dies geschieht in den so genannten „Klöpfelnächten“, d. h. in den Nächten zum 2. bis 4. Adventssonntag und in der Neujahrsnacht, in denen man von Tür zu Tür zieht und anklopft.
Die Klopfan-Verse bestehen aus vier bis zehn Zeilen in Paarreimen, teils auch als Wechsel, und werden manchmal aus dem Stegreif aufgesagt. Ihr Inhalt sind witzige, persönliche Anspielungen und mitunter derbe Späße.
Im 15. Jahrhundert wurde der Klopfan von den Meistersingern als literarisches Genre etabliert, z. B. von Hans Rosenplüt und Hans Folz.